# Banda L
La Banda L es un rango de radiofrecuencia de las microondas IEEE que usa las frecuencias de 1 a 2 GHz. La primera operación y transmisión en fibra óptica. Esta gama debería ser muy utilizada por las cadenas de radio digital DAB pero en España se usará para 4G.[cita requerida] Una parte de esta banda, entre 1,2 y 1,4 GHz se utiliza en muchos países para la difusión en MMDS (cable con cable). La banda L, es utilizada por el Ejército Mexicano, a través de los satélites.

## Aplicaciones

### Comunicaciones Aeronáuticas
En las aeronaves de última generación la Banda L es usada para comunicaciones en el espectro de frecuencia 1525-1660.5MHz con el sistema llamado Aero-I SATCOM.

### Servicio Móvil
En Europa, el Comité de Comunicaciones Electrónicas (ECC) de la Conferencia Europea de Administraciones de Correos y Telecomunicaciones (CEPT) ha armonizado parte de la banda L (1452-1492 MHz), permitiendo a cada país adoptar este espectro para enlaces descendentes suplementarios (MFCN SDL) en redes de comunicaciones terrestres móviles o fijas. Mediante agregación de portadoras, una estación base LTE-Advanced o UMTS / HSDPA podría utilizar este espectro para proporcionar un ancho de banda adicional para las comunicaciones desde la estación base al dispositivo móvil, es decir, en la dirección del enlace descendente.

### Navegación por satélite
Las portadoras del Sistema de Posicionamiento Global se encuentran en la banda L, centrada en las frecuencias 1176.45 MHz (L5), 1227.60 MHz (L2), 1381.05 MHz (L3) y 1575.42 MHz (L1). En la misma banda se encuentran las del sistema de navegación Galileo europeo y el sistema GLONASS ruso.

### Uso de las telecomunicaciones
Los teléfonos móviles GSM operan en 800-900 y 1800-1900 MHz. Los teléfonos de Iridium Satellite LLC utilizan frecuencias entre 1616 y 1626,5 MHz para comunicarse con los satélites. Los terminales Inmarsat y LightSquared utilizan frecuencias entre 1525 y 1646,5 MHz. Los teléfonos satelitales Thuraya utilizan frecuencias entre 1525 y 1661 MHz.

### Vigilancia de aeronaves
La banda L de la aeronave oscila entre 962MHz y 1213MHz. Las aeronaves pueden utilizar equipos de vigilancia y difusión dependientes automáticos (ADS-B) a 1090 MHz para comunicar la información de posición al suelo, así como entre ellos, para información de tráfico y evitación. La frecuencia de 1090 MHz (emparejada con 1030 MHz) también es utilizada por los transpondedores de Modo S, que ADS-B aumenta cuando se opera a esta frecuencia. El sistema TCAS también utiliza las frecuencias emparejadas de 1030MHz / 1090MHz. La información ADS-B también se puede transmitir en la frecuencia de la banda L de 978 MHz. Los sistemas DME y TACAN están también en esta banda de frecuencias.

### Radio aficionada
El Reglamento de Radiocomunicaciones de la Unión Internacional de Telecomunicaciones permite las operaciones de radioaficionados en la gama de frecuencias de 1.240 a 1.300 MHz y se permiten enlaces ascendentes de satélites de aficionados entre 1.260 y 1.270 MHz. Esto se conoce como la banda de 23 centímetros por radioaficionados y como la banda L por AMSAT.

### Difusión de audio digital
En los Estados Unidos y en los territorios de ultramar, la banda L es mantenida por los militares para la telemetría, forzando así la radio digital a las soluciones en canal (IBOC) dentro de la banda. Digital Audio Broadcasting (DAB) se suele hacer en el rango de 1452-1492 MHz en la mayor parte del mundo, pero algunos países también utilizan bandas VHF y UHF.
WorldSpace por satélite en la sub-banda de 1467-1492 MHz.

### Astronomía
La banda también contiene la transición hiperfina del hidrógeno neutro (la línea de hidrógeno, 1420 MHz), que es de gran interés astronómico como un medio de visualizar el hidrógeno atómico neutro normalmente invisible en el espacio interestelar. En consecuencia, partes de la banda L son asignaciones de radioastronomía protegidas en todo el mundo.